# 西江雅之
西江 雅之（にしえ まさゆき、1937年10月23日 - 2015年6月14日）は、日本の文化人類学者、言語学者。アフリカ諸語・文化研究が専門。
東京都出身。桑沢デザイン研究所ゼミマスター、東京外国語大学助教授、早稲田大学文学部教授を歴任。アフリカ諸語やピジン・クレオール語の研究の先駆者。23歳のとき日本で初めてスワヒリ語文法を発表した。東アフリカ、インド洋諸島、カリブ海領域の現地調査・研究に勤しんだ。著書に『ことばを追って』(1989年)、『異郷日記』(2008年)、『食べる』(2010年)など。

## 経歴
西江定（のち早稲田大学英語英文学科教授となる）の三男として東京市本郷区駒込林町（現在の東京都文京区千駄木）に生まれる。父は当時、旧制中学校の英語教師だった。
4歳の時、武蔵野線（現在の西武池袋線）沿線の東長崎に移住。その1年半後、父の郷里の兵庫県宍粟郡城下村（現在の宍粟市）で疎開生活を送る。当時は一日のほとんどを野外で自然児として過ごし、自分で獲った野生植物や昆虫を主食にしていた。
敗戦後、小学校2年生のとき東京東長崎へ戻る。小学校時代にはNHKの素人のど自慢に出場し入賞、そのことがきっかけとなり東京放送児童合唱団に参加すると共に日劇で『鐘の鳴る丘』に出演。芸能活動と併行して野外での冒険活動をも続行し、この時期には様々な野生動物を捕獲して食べたこともあるという。
武蔵高校附属中学（現在の武蔵中学校）在学中も野外活動に熱中し、昆虫や鳥類に親しみ、『シートン動物記』訳者の内山賢次と交際。しかし学業成績の問題から武蔵学園より退学勧告を受け、高校からは早稲田大学高等学院に進学。早大高等学院では体操部に所属し、2年のとき器械体操の東京地区高校大会にて鉄棒で1位、全種目総合でチャンピオンとなる。早稲田大学政治経済学部在学中、独自の「二重時間割方式」（大学の授業科目をなるべく多く取り、授業に休まず出席し、その授業時間中はその科目とは別の自分の計画に従って外国語を学ぶというやり方）によってインドネシア語・フランス語・中国語・ロシア語・アラビア語・ハンガリー語などを独習。傍ら、フランス文学研究会で鈴木康之（現在の鈴木志郎康）や阿刀田高、上田雄洸、高野民雄、佐々木孝次たちと交際。1959年秋、政経学部3年の時、早大生たちによるアフリカ大陸縦断隊に招かれてその一員となり、東部アフリカ大陸における意思疎通の必要からスワヒリ語を研究。日本最初のスワヒリ語の専門家となる。
1960年、早稲田大学政治経済学部を卒業して早稲田大学文学部英文科3年次に学士入学。しかし1961年に休学し、アフリカ大陸縦断隊の一員としてシンガポール経由でロレンソマルケス（現在のマプト）に上陸。ソマリアを経てフランス領ジブチに入り、空路でアデンに移動。シンガポール経由で帰国。復学後、日本アフリカ協会の雑誌に「スワヒリ語講座」を連載。1963年に早稲田大学文学部英文科卒業（卒論はリチャード・ライト）。1965年、早稲田大学大学院芸術学専攻修士課程修了。大学院時代は2年間にわたりエドウィン・O・ライシャワーの娘ジョーンの家庭教師を務めた。その後フルブライト奨学生として渡米し、カリフォルニア大学ロサンゼルス校大学院アフリカ研究科で学ぶ。
東アフリカ地方やカリブ海域、インド洋諸島を中心に言語や文化を研究。アジア・アフリカ語学院にスワヒリ語科を創設し、ここで20年間教鞭を執った。東京外国語大学、東京大学、早稲田大学、東京藝術大学などで言語学や文化人類学関係の講義を担当。1984年、第2回アジア・アフリカ賞受賞。アジア・アフリカ図書館館長。
兄の西江孝之（1934-2015）は映画監督であり、1972年には共同でドキュメンタリー映画「黄金の旅チュンドワ」を製作している。
2015年6月14日、膵臓がんのため死去。77歳没。

## エピソード
- 数十の言語を方言も含めて流暢に話す。ナイロビの夜に会った女性がキクユ族だと知ると、スワヒリ語からキクユ語に切り替えて会話を続けた。
- いつでも同じ軽装で世界中を歩き回っている（2010年頃）[8]。
- 身体能力が高く学生時代に体操を習得、東京オリンピックの体操日本代表候補にも選ばれた。

## 主な著書
- 『スワヒリ語辞典』コンゴ鉱山開発、1971年
- 『花のある遠景』せりか書房、1975年→旺文社文庫、1983年→福武文庫、1990年
  - 『花のある遠景―異郷から〈1〉 西江雅之作品集』大巧社、1995年
  - 増補新版『花のある遠景　東アフリカにて』青土社、2010年
- 『異郷の景色』晶文社、1979年
  - 『異郷の景色―異郷から〈2〉 西江雅之作品集』大巧社、1995年
- 『旅人からの便り』リブロポート、1980年、福武文庫、1991年
  - 『旅人からの便り―異郷から〈3〉　西江雅之作品集』大巧社、1995年
- 『風まかせ―どこに行っても地球は我が家』日本交通公社出版事業局、1986年、中公文庫、1989年
- 『マチョ・イネのアフリカ日記』新潮社、1987年
- 『ことばを追って』大修館書店、1989年
- 『東京のラクダ』河出書房新社、1994年
- 『異国 日本の名随筆 別冊』作品社、1995年。編・解説
- 『ヒトかサルかと問われても―“歩く文化人類学者』読売新聞社、1998年
  - 増補版『わたしは猫になりたかった―“裸足の文化人類学者”半生記』新潮OH文庫、2002年
- 『風に運ばれた道』以文社、1999年
- 『伝説のアメリカン・ヒーロー 』岩波書店、2000年
- 『異郷をゆく』清流出版、2001年。写真文集
- 『西江雅之自選紀行集』JTB、2001年
- 『「ことば」の課外授業―“ハダシの学者”の言語学1週間』洋泉社新書、2003年
  - 増補版『新「ことば」の課外授業』白水社、2012年[9]
- 『「食」の課外授業』平凡社新書、2005年
- 『異郷日記』[10]青土社、2008年
- 『アフリカのことば　アフリカ／言語ノート集成』河出書房新社、2009年
- 『食べる』青土社、2010年、増補新版2013年
- 『異郷　西江雅之の世界』美術出版社、2012年
- 『花のある遠景　写真集』左右社、2015年
- 『ことばだけでは伝わらない　コミュニケーションの文化人類学』幻戯書房、2017年
- 『顔！　パプアニューギニアの祭り』左右社、2018年
- 『ピジン・クレオル諸語の世界　ことばとことばが出合うとき』白水社、2020年